# Escape Artists
Escape Artists (oryginalna nazwa: Escape Artists Productions, LLC) – amerykańska niezależna firma produkcyjna, która zawarła umowę z Sony Pictures Entertainment.
Biuro produkcyjne Escape Artists znajduje się w Astaire Building na działce Sony Pictures w Culver City, w stanie Kalifornia.

## Historia
W 2001 Black & Blu należąca do Todda Blacka i Jasona Blumenthala połączyła się z firmą Steve Tisch Company, tworząc Escape Artists.
W lutym 2013 David Bloomfield został awansowany na partnera Escape Artists.
W październiku 2014 Escape Artists podpisała umowę z FX Productions.
W sierpniu 2019 MGM Television podpisała umowę z Escape Artists.